# Wereldkampioenschappen schermen 1948
De 4de wereldkampioenschappen schermen werd tegelijkertijd georganiseerd met de Olympische Spelen in Londen. De enige competitie die niet op de Spelen doorging, floret vrouwen in ploeg, werd gehouden in Den Haag, Nederland.

## Medailles

### Vrouwen
| Onderdeel | Goud                                                                                      | Goud       | Zilver                                                                     | Zilver    | Brons                                                                             | Brons     |
| --------- | ----------------------------------------------------------------------------------------- | ---------- | -------------------------------------------------------------------------- | --------- | --------------------------------------------------------------------------------- | --------- |
| Floret    |                                                                                           |            |                                                                            |           |                                                                                   |           |
| Ploegen   | Solveig Jørgensen Karen Lachmann Kate Mahaut Grete Olsen Ulla Barding Kirsten Suhr-Hansen | Denemarken | Ilona Elek Margit Elek Éva Kun Katalin Horváth Magdolna Nyári Ilona Vargha | Hongarije | Jacqueline Baudot Renée Garilhe Françoise Gouny Alice Karren Louisette Malherbaud | Frankrijk |

## Medaillespiegel
| Plaats | Land       | Goud | Zilver | Brons | Totaal |
| 1      | Denemarken | 1    | 0      | 0     | 1      |
| 2      | Hongarije  | 0    | 1      | 0     | 1      |
| 3      | Frankrijk  | 0    | 0      | 1     | 1      |
| Totaal | Totaal     | 1    | 1      | 1     | 3      |

1937 · 1938 · 1947 · 1948 · 1949 · 1950 · 1951 · 1952 · 1953 · 1954 · 1955 · 1956 · 1957 · 1958 · 1959 · 1961 · 1962 · 1963 · 1965 · 1966 · 1967 · 1969 · 1970 · 1971 · 1973 · 1974 · 1975 · 1977 · 1978 · 1979 · 1981 · 1982 · 1983 · 1985 · 1986 · 1987 · 1988 · 1989 · 1990 · 1991 · 1992 · 1993 · 1994 · 1995 · 1997 · 1998 · 1999 · 2000 · 2001 · 2002 · 2003 · 2004 · 2005 · 2006 · 2007 · 2008 · 2009 · 2010 · 2011 · 2012 · 2013 · 2014 · 2015 · 2016 · 2017 · 2018 · 2019 · 2022 · 2023